# نيدينغورث (كامبريدجشير)
نيدينغورث (بالإنجليزية: Needingworth)‏ هي قرية تقع في المملكة المتحدة في كامبريدجشير.